# Момхиль-Шар
Момхил-Шар (англ. Momhil Sar) (7414 м) — вершина в хребте Хиспар-Музтаг, Каракорум, Гилгит-Балтистан. 64-я по высоте вершина в мире. Находится в 13 километрах западнее Дастогхили. Гора нависает над ледником Момхиль длиной 26 километров.